# Charo (artist)
Maria Rosario Pilar Martinez Molina Baeza, känd under artistnamnet Charo, född 15 januari 1951 i Murcia, provinsen Murcia, är en spansk-amerikansk sångerska och skådespelerska.

## Roller i urval
- 1970 – Tiger by the Tail
- 1972 – Brottsplats: San Francisco (TV-serie) (1 avsnitt)
- 1977–1987 – Kärlek ombord (TV-serie) (10 avsnitt)
- 1979 – Airport 80 - Concorde
- 1988 – Bananrepubliken
- 1994 – Tummelisa (röst)
- 2000 – That '70s Show (TV-serie) (cameoroll)
- 2006 – Las Vegas (TV-serie) (cameoroll)
- 2013 – Don't Trust the B---- in Apartment 23 (TV-serie) (cameoroll)
- 2017 – Sharknado 5: Global Swarming (TV-film)